# 프로메테우스의 창조물
《프로메테우스의 창조물(독일어: Die Geschöpfe des Prometheus), 작품 번호 43》은 루트비히 판 베토벤에 의해 쓰인 발레 음악이다.

## 개요
자세한 작곡 경위는 알려져 있지 않지만, 이 작품은 베토벤과 안무가 살바토레 비가노의 밀접한 협력 속에 탄생한 것으로, 1800년에서 1801년에 걸쳐 작곡되었다.
비가노는 빈의 궁정 극장(부르크 극장)에서 마리아 테레사 대공비에게 작품을 선보이는 임무를 맡았는데, 우화적인 의미에서 프로메테우스의 주제를 선택했다. 비가노는 보통 그의 공연을 위해 자신의 음악을 작곡했지만, 그는 이 공연이 너무 중요하다고 느꼈고, 베토벤에게 대신 작곡을 부탁했다. 발레는 2막으로 쓰여졌고, 베토벤은 서곡과 서주, 15개의 섹션, 그리고 피날레를 만들었다.
완성된 작품의 초연은 1801년 3월 28일에 빈의 부르크 극장에서 이루어져 대성공을 거두었다. 하지만 순식간에 잊혀져 갔으며, 베토벤 자신도 이에 만족하지 못했다. 현재는 서곡만이 자주 공연되고 있고, 전곡은 CD 디스크를 통해 매우 정기적으로 녹음된다. 이 발레 음악은 베토벤이 하프를 사용한 유일한 작품이라는 점에서 베토베니안 오케스트라의 참신함을 담고 있다.
베토벤의 피아노 필사본 초판은 1801년 6월에 빈의 아르타리아 출판사를 통해 간행되었고, 헌정은 베토벤의 후원자인 카를 폰 리히놉스키 공작의 아내 마리아 크리스티안 폰 리히놉스키 공작부인에게 이루어졌다. 오케스트라 버전의 파트보 초판은 서곡만이 1804년에 라이프치히의 호프마이스터 운트 퀴넬 출판사을 통해 간행되었고, 총보의 초판은 베토벤 전집판[GA]를 통해 간행되었다.
베토벤은 발레를 통해 드라마와 무용과 음악의 긴밀한 관계를 실현하고자 하고 있어, 당시 그가 이 작품을 발레 음악으로 무대에 올렸을 때, 매우 모던한 의도를 지니고 있었다. 그리고 이 음악은 당시 이미 시인 괴테와 실러 사이에서 논의되고 있었던, 일종의 "종합예술작품"으로서의 정취를 가지는 예가 되었다.
베토벤은 본 작품 속에 있는 프로메테우스 소재를 이후에도 활용하고 있다. 예로 《관현악을 위한 열두 개의 대무곡》, 《교향곡 3번》, 《에로이카 변주곡》 등의 작품에서 이 발레 음악에서 사용한 음악적 소재를 유용하고 있다.
베토벤은 생애에 걸쳐 두 편의 발레 음악을 남겼다. 본 작품 외에 남긴 또 다른 한편의 발레 음악은 《기사의 발레를 위한 음악》(WoO 1)이라는 작품 번호가 없는 작품이다.

### 발레에 관하여
발레는 진흙으로 인류를 창조하기 위해 제우스에게서 불을 훔친 프로메테우스의 신화를 바탕으로 한 우화이다. 계몽주의 운동에 대한 베토벤 스스로의 지원에 크게 기초한 발레에서 프로메테우스는 무지의 상태에 있는 인류를 발견하고 과학과 예술의 아이디어를 그들에게 소개하기로 결정한다. 프로메테우스는 암피온, 아리온, 오르페우스에게 음악을 가르치라고 명령하는 예술의 신 아폴론과 비극과 희극을 가르치는 멜포메네와 탈리아에게 인간을 소개한다. 인간은 또한 판과 함께 그들에게 목가적인 춤을 소개하는 테르프시코레를 만나게 되고 디오니소스가 그의 영웅적인 춤을 소개한다.

## 악기 편성
- 목관악기: 플루트2, 오보에2, 클라리넷2, 바셋 호른(2막 14장에서만), 바순2
- 금관악기: 호른2, 트럼펫2
- 타악기: 팀파니
- 현악기: 하프(2막 5장에서만), 현악 5부

## 구성
본 작품은 서곡과 서주, 16개의 섹션으로 구성되어 있다. 총 연주 시간은 60분에서 65분 정도이다.

### 서곡
도입부(다장조, 3/4 박자, 아다지오)와 주부(다장조, 2/2 박자, 알레그로 몰토 콘 브리오, 전개부가 없는 소나타 형식)로 이루어진다. 연주 시간은 약 5분 정도이다.

### 제1막
서주로 시작하고 세 개의 섹션으로 구성된다.
1. 서주 (다장조) - 인류는 올림포스산에서 두 개의 아직 생명이 없는 조각상으로 표현된다. 제우스는 맹렬한 폭풍을 통해 사람들에게 불을 주는 프로메테우스를 막으려 한다. 그러나 프로메테우스는 성공한다. 그는 지쳐 쓰러진다.
2. 포코 아다지오 - 알레그로 콘 브리오 (다장조) - 두 조각상이 살아난다(먼저 남자와 여자). 더 이상의 삶의 경험 없이, 두 사람은 평온한 주위를 맴돌며 프로메테우스의 성가심에 맞춰 춤을 춘다.
3. 아다지오 – 알레그로 콘 브리오 (바장조) - 프로메테우스는 두 조각상의 무례함에 화를 내고 인류를 파괴할 생각을 한다. 그러나 하늘이 개입한다. 신성한 빛은 그의 마음을 바꾸게 한다.
4. 알레그로 비바체 (바장조) - 프로메테우스는 이제 사람들을 파르나소스산으로 데려가 교육할 계획을 갖는다. 이 미뉴에트에서 그는 꽃과 과일을 각각 소개한다. 결국 세 사람은 파르나서스로 향한다. 커튼.

### 제2막
다른 13개의 섹션으로 구성된다.
1. 마에스토소 - 안단테 (라장조) - 아폴론이 이끄는 신들은 파르나수스산의 신전에서 일어난다. 프로메테우스는 두 인간과 함께 와서 그들이 정신과 감정을 발달시키려면 교육이 필요하다고 설명한다. 수업이 시작된다.
2. 아다지오 - 안단테 콰시 알레그레토 (내림나장조) - 그들의 감정은 암피온의 하프 연주, 에우테르페의 플루트 연주(일부 출처는 아리온 언급), 오르페우스의 첼로 연주에 의해 유발된다. 남자와 여자는 서로 사랑에 빠진다.
3. 운 포코 아다지오 - 알레그로 (사장조) - 세상을 열어준 자를 위한 두 인간의 유쾌한 춤.
4. 그라베 (사장조) - 인간은 프로메테우스와 아폴론을 존경한다. 수업은 계속된다.
5. 알레그로 콘 브리오 - 프레스토 (라장조) - 마르스 신으로부터 그들은 인상적인 행진을 통해 무술을 배운다.
6. 아다지오 - 알레그로 몰토 (내림마장조) - 그러나 죽음은 멜포메네의 형태로 온다. 프로메테우스는 생명뿐만 아니라 죽음을 가져다주는 존재였기 때문에 그녀는 그를 죽음으로 처벌하는 것이 의롭다고 생각한다. 그는 전복되었다. 긴 공백기. 어둠 속에서 프로메테우스는 죽은 것처럼 보인다.
7. 전원곡. 알레그로 (다장조) - 탈리아는 젊음과 자연을 소환하여 죽음을 반동시킨다. 프로메테우스는 깨어나서 그 장면을 지켜본다.
8. 안단테 (다장조) - 디오니소스의 신호에 의해 실레노스가 들어온다.
9. 마에스토소 - 아다지오 - 알레그로 (다장조) (솔로 댄서 가에타노 지오이아를 위한 "지오이아의 독무"라고도 알려짐) - 실레노스의 행렬(일부 출처에서의 이름은 디오니소스). 와인을 중심으로 한 댄스 코믹.
10. 알레그로 - 코모도 (라장조) - 판과 두 명의 파우누스 또는 님프의 춤.
11. 안단테 - 아다지오  (바장조) ("카센티니의 독무"라고도 알려짐, 베토벤의 프리마 발레리나 마리아 카센티니를 위해 작곡함) - 카리스는 여자의 정서적 발달에 계속해서 작용한다. 프리마 발레리나의 독무. 큐피드가 도착한다. 결혼식이 준비되고 있다.
12. 안단티노 - 아다지오 (내림나장조) ("비가노의 독무"라고도 알려짐) - 남자는 아폴론 앞에 끌려온다. 수석 무용수의 독무와 쌍무.
13. 피날레 (내림마장조) - 서로 다른 그룹이 입장하는 결혼식, 신들에게 경의를 표하고 프로메테우스의 임무의 성공을 축하한다.

## 같이 보기
- 프로메테우스